# Учуй-Коско
Учуй-Коско (Huch'uy Qusqu) — давнє містечко часів імперії інків Тауантінсую. Засновано Віракочею Інкою. Було однією з резиденцій та місць відпочинку володарів держави та представників вищої знаті. Перекладається як «Маленький Куско». Мало також неофіційну назву «Как'якавана» («Місто, де помітно грім»).

## Географія
Руїни міста розташовані на висоті 3200 м над рівнем моря, на відстані 3 км від м. Ламай та 5 км від м. Калка, поблизу долини Куско (Священної долини) в районі ламай провінції Калка регіону Куско.

## Історія
Це місце було відомо ще до приходу сюди інків як Как'якавана. Ця назва перейшла на назву міста, яке було засновано на початку XV ст. Капак Інкою Віракоча, який наприкінці свого володарювання обрав місце, де проводив у спокою, приділяючи більше часу розвагам. На думку деяких дослідників саме тут Віракоча провів останні роки, після його повалення сином Пачакутеком, але цьому немає достеменного підтвердження.
За подальших володарів Тауантінсую місто слугувало резиденцією Сапа Інки, його родини, вищої аристократії, також тут проводили численні релігійні церемонії. Припинило своє існування в результаті війни іспанських конкістадорів з Манко Юпанкі у 1540-х роках.
Назву Учуй-Коско отримало лише у XX ст. від археологів, які проводили тут дослідження.

## Опис
За своїм планом було зведено за подобою столиці імперії — Куско. Водою було забезпечено за допомогою спеціального каналу у 800 м, спорудженого за інкськими стандартами. Крім того, існувало декілька водосховищ.
Розташовані численні та широкі тераси з пологими стінками. Археологи виявили зміцнені 3-поверхові будівлі прямокутної форми, так звані льякти, яких ще називають цитаделі з численними дверними прорізами та вікнами. Усі будівлі виконані в типовому інкському стилі у вигляді обробленого, обтесаного каміння та адобів. Серед будівель відрізняються комори-«кальянки», деякі з яких сягають 40 м завдовжки.
Тут також розташовувалася церемоніальна еспланада, де проводилися релігійні обряди на честь грому (как'я).